# Eleições regionais no País Basco em 1986
As eleições regionais no País Basco em 1986 foram realizadas a 30 de Novembro e, serviram para eleger os 75 deputados ao Parlamento Regional.
Importa referir que, estas eleições foram antecipadas, após a ruptura da ala social-democrata do Partido Nacionalista Basco, liderada pelo presidente regional Carlos Garaikoetxea, que formou um novo partido, o Eusko Alkartasuna.
Os resultados deram a vitória, em votos, ao Partido Nacionalista Basco com 23,7% dos votos, mas, o partido com mais deputados eleitos, foi o Partido Socialista do País Basco ao eleger 19 deputados contra os 17 do PNV.
O Herri Batasuna reforçou a sua posição, ao obter 17,5% dos votos e 13 deputados, melhor resultado da história da esquerda abertzale em eleições regionais.
O Eusko Alkartasuna teve um resultado espectacular, ao ficar com 15,8% dos votos e 13 deputados.
A Esquerda Basca obteve o seu melhor resultado regional, subindo para os 10,9% dos votos e 9 deputados.
Por fim, destacar a entrada do Centro Democrático e Social no parlamento regional, ao eleger 2 deputados, e, o mau resultado obtido pela Aliança Popular, perdendo 5 deputados e ficando-se pelos 2.
Após as eleições, o PNV continuou a liderar o governo regional, mas, pela primeira vez, governo em coligação com o PSE.

## Resultados Oficiais
| Partido                 | Partido                          | Votos     | %               | +/-    | Deputados | +/-     |
| ----------------------- | -------------------------------- | --------- | --------------- | ------ | --------- | ------- |
|                         | Partido Nacionalista Basco       | 271 208   | 23,60 / 100,00  | 18,21  | 17 / 75   | 15      |
|                         | Partido Socialista do País Basco | 252 233   | 21,95 / 100,00  | 1,01   | 19 / 75   | Estável |
|                         | Herri Batasuna                   | 199 900   | 17,40 / 100,00  | 2,81   | 13 / 75   | 2       |
|                         | Eusko Alkartasuna                | 181 175   | 15,77 / 100,00  | Novo   | 13 / 75   | Novo    |
|                         | Esquerda Basca                   | 124 423   | 10,83 / 100,00  | 2,89   | 9 / 75    | 3       |
|                         | Aliança Popular                  | 55 606    | 4,84 / 100,00   | 4,48   | 2 / 75    | 5       |
|                         | Centro Democrático e Social      | 40 445    | 3,52 / 100,00   | Novo   | 2 / 75    | Novo    |
|                         | Outros                           | 19 042    | 1,65 / 100,00   |        | 0 / 75    |         |
| Votos Inválidos         | Votos Inválidos                  | 11 740    | 1,03 / 100,00   | 0,02   |           |         |
| Total                   | Total                            | 1 155 815 | 100,00 / 100,00 |        | 75 / 75   |         |
| Eleitorado/Participação | Eleitorado/Participação          | 1 660 143 | 69,62 / 100,00  | 1,13   |           |         |
| Fonte                   | Fonte                            | [ 10 ]    | [ 10 ]          | [ 10 ] | [ 10 ]    | [ 10 ]  |

## Resultados por Províncias
| Província  | %     | D   | %     | D   | %     | D  | %     | D  | %     | D  | %    | D  | %    | D   | D  | Votantes  |
| Província  | PNV   | PNV | PSE   | PSE | HB    | HB | EA    | EA | EE    | EE | AP   | AP | CDS  | CDS | D  | Votantes  |
| ---------- | ----- | --- | ----- | --- | ----- | -- | ----- | -- | ----- | -- | ---- | -- | ---- | --- | -- | --------- |
| Álava      | 20,09 | 5   | 24,88 | 7   | 12,80 | 3  | 14,54 | 4  | 10,92 | 3  | 6,85 | 1  | 8,00 | 2   | 25 | 140 797   |
| Biscaia    | 28,81 | 8   | 22,48 | 6   | 15,95 | 4  | 11,75 | 3  | 10,21 | 3  | 5,14 | 1  | 3,20 | -   | 25 | 640 938   |
| Guipúscoa  | 15,98 | 4   | 19,94 | 6   | 21,61 | 6  | 23,13 | 6  | 11,86 | 3  | 3,57 | -  | 2,39 | -   | 25 | 374 080   |
| País Basco | 23,60 | 17  | 21,95 | 19  | 17,40 | 13 | 15,77 | 13 | 10,83 | 9  | 4,84 | 2  | 3,52 | 2   | 75 | 1 155 815 |

### Álava
| Partido                 | Partido                          | Votos   | %               | +/-   | Deputados | +/-     |
| ----------------------- | -------------------------------- | ------- | --------------- | ----- | --------- | ------- |
|                         | Partido Socialista do País Basco | 34 806  | 24,88 / 100,00  | 0,18  | 7 / 25    | Estável |
|                         | Partido Nacionalista Basco       | 28 103  | 20,09 / 100,00  | 15,40 | 5 / 25    | 4       |
|                         | Eusko Alkartasuna                | 20 349  | 14,54 / 100,00  | Novo  | 4 / 25    | Novo    |
|                         | Herri Batasuna                   | 17 912  | 12,80 / 100,00  | 2,02  | 3 / 25    | Estável |
|                         | Esquerda Basca                   | 15 277  | 10,92 / 100,00  | 3,25  | 3 / 25    | 1       |
|                         | Centro Democrático e Social      | 11 195  | 8,00 / 100,00   | Novo  | 2 / 25    | Novo    |
|                         | Aliança Popular                  | 9 584   | 6,85 / 100,00   | 9,37  | 1 / 25    | 3       |
|                         | Outros                           | 1 837   | 1,32 / 100,00   |       | 0 / 25    |         |
| Votos Inválidos         | Votos Inválidos                  | 1 691   | 1,20 / 100,00   | 0,40  |           |         |
| Total                   | Total                            | 140 797 | 100,00 / 100,00 |       | 25 / 25   |         |
| Eleitorado/Participação | Eleitorado/Participação          | 200 348 | 70,28 / 100,00  | 3,09  |           |         |

### Biscaia
| Partido                 | Partido                          | Votos   | %               | +/-   | Deputados | +/-     |
| ----------------------- | -------------------------------- | ------- | --------------- | ----- | --------- | ------- |
|                         | Partido Nacionalista Basco       | 183 766 | 28,81 / 100,00  | 14,94 | 8 / 25    | 4       |
|                         | Partido Socialista do País Basco | 143 387 | 22,48 / 100,00  | 0,59  | 6 / 25    | Estável |
|                         | Herri Batasuna                   | 101 733 | 15,95 / 100,00  | 3,02  | 4 / 25    | 1       |
|                         | Eusko Alkartasuna                | 74 921  | 11,75 / 100,00  | Novo  | 3 / 25    | Novo    |
|                         | Esquerda Basca                   | 65 116  | 10,21 / 100,00  | 2,78  | 3 / 25    | 1       |
|                         | Aliança Popular                  | 32 764  | 5,14 / 100,00   | 4,25  | 1 / 25    | 1       |
|                         | Centro Democrático e Social      | 20 387  | 3,20 / 100,00   | Novo  | 0 / 25    | Novo    |
|                         | Outros                           | 12 897  | 2,02 / 100,00   |       | 0 / 25    |         |
| Votos Inválidos         | Votos Inválidos                  | 5 967   | 0,93 / 100,00   | 0,05  |           |         |
| Total                   | Total                            | 640 938 | 100,00 / 100,00 |       | 25 / 25   |         |
| Eleitorado/Participação | Eleitorado/Participação          | 918 685 | 69,77 / 100,00  | 1,51  |           |         |

### Guipúscoa
| Partido                 | Partido                          | Votos   | %               | +/-   | Deputados | +/-     |
| ----------------------- | -------------------------------- | ------- | --------------- | ----- | --------- | ------- |
|                         | Eusko Alkartasuna                | 85 905  | 23,13 / 100,00  | Novo  | 6 / 25    | Novo    |
|                         | Herri Batasuna                   | 80 255  | 21,61 / 100,00  | 2,88  | 6 / 25    | 1       |
|                         | Partido Socialista do País Basco | 74 040  | 19,94 / 100,00  | 2,11  | 6 / 25    | Estável |
|                         | Partido Nacionalista Basco       | 59 339  | 15,98 / 100,00  | 24,81 | 4 / 25    | 7       |
|                         | Esquerda Basca                   | 44 030  | 11,86 / 100,00  | 2,97  | 3 / 25    | 1       |
|                         | Aliança Popular                  | 13 258  | 3,57 / 100,00   | 3,19  | 0 / 25    | 1       |
|                         | Centro Democrático e Social      | 8 863   | 2,39 / 100,00   | Novo  | 0 / 25    | Novo    |
|                         | Outros                           | 4 308   | 1,15 / 100,00   |       | 0 / 25    |         |
| Votos Inválidos         | Votos Inválidos                  | 4 082   | 1,10 / 100,00   | 0,15  |           |         |
| Total                   | Total                            | 374 080 | 100,00 / 100,00 |       | 25 / 25   |         |
| Eleitorado/Participação | Eleitorado/Participação          | 541 110 | 69,13 / 100,00  | 0,24  |           |         |